# درة تشاه (وحدتية)
درة تشاه (بالفارسية: دره چاه) هي قرية تقع في إيران في قسم وحدتية الريفي.